# سیلیکا (مینه‌سوتا)
سیلیکا (به انگلیسی: Silica) یک منطقهٔ مسکونی در ایالات متحده آمریکا است که در شهرستان سنت لوئیس، مینه‌سوتا واقع شده‌است. سیلیکا ۵۰ نفر جمعیت دارد و ۴۰۶٫۹۱ متر بالاتر از سطح دریا واقع شده‌است.